# مهرآفاق آصف‌زاده
مهرآفاق آصف‌زاده(۱۳۱۵-) سیاست‌مدار و مدیر ارشد اجرایی ایرانی بود، که در دوره بیست و سوم مجلس شورای ملی بعنوان نماینده آبادان از استان خوزستان در مجلس شورای ملی حضور داشت.

## تولد و تحصیلات
مهر آفاق آصف زاده در سال ۱۳۱۵ به دنیا آمد. وی تحصیلات خود را تا پایان دوره دبیرستان در ارومیه گذراند و لیسانس خود در رشته زبان و ادبیات فارسی را در دانشگاه تهران و دکترا را با گرایش روان‌شناسی و تعلیم و تربیت در دانشگاه به پایان رساند.

## فعالیت‌های اجرایی
- کارمند وزارت فرهنگ و هنر ایران.
- تدریس در دانشگاه تربیت معلم
- ریاست مرکز تربیت معلم دانشسرای عالی و راهنمایی تعلیماتی آموزشگاه‌های آبادان[۴]

## فعالیتهای سیاسی
- نایب رئیس کمیته حزب ایران نوین
- نماینده مجلس شورای ملی در دروه بیست و سوم از حوزه انتخابی آبادان[۵]